# Nordisk Film TV
Nordisk Film TV A/S er Danmarks største tv-produktionsselskab, der trods sit navn siden 2009 har været uafhængig af Egmont koncernen.
Nordisk Film TV's nordiske aktiviteter tæller Nordisk Film TV i Danmark, Sverige og Norge, det finske selskab Banijay Finland samt de danske comedyselskaber Respirator Media og Pineapple Entertainment.
I juli 2015 blev til officielt at Banijay Group fusionerer sine aktiviteter med Zodiak Media hvilket betyder at Mastiff Danmark bl.a. indgår i gruppen fremover Arkiveret 10. december 2015 hos  Wayback Machine, hvormed den nye Nordiske gruppe bliver markedsleder i Norden med en omsætning på 1,35 mia kroner. Det franske medieselskab Vivendi bliver ved fusionen medejer af de samlede aktiviteterKoncernchef for Banijay Nordic er Jacob Houlind.
I januar 2021 flyttede Nordisk Film TV A/S, i kraft af fusionen mellem Banijay Group og Zodiak Media, fra Nordisk Film på Mosedalvej 14 i Valby til produktionsselskabet metronomes adresse på Raffinaderivej 8 ved Kløvermarken på Amager.
Nordisk Film TV blev grundlagt som et datterselskab af filmselskabet Nordisk Film i 1984. Den første produktion var Weekend-TV, som blev sendt på Kanal 2's frekvenser. Frem til 2009 var virksomheden en del af Egmont-koncernen.